# Angela Walker
Angela Nicole Walker (19 de gener de 1974) és una organitzadora sindical estatunidenca i conductora de bus i camió. Walker és la candidata a la vicepresidència dels Estats Units del Partit Verd i del Partit Socialista a les eleccions presidencials de 2020. Va ser la candidata vicepresidencial del Partit Socialista a les eleccions del 2016 conjuntament amb la candidata presidencial Mimi Soltysik. Walker s'havia presentat com a independent socialista a xèrif del comtat de Milwaukee (Wisconsin). El maig de 2020, el candidat a la presidència dels EUA del Partit Verd Howie Hawkins va anunciar que Walker seria la seva companya de candidatura.